# Kalle Anka jagar tjuvar
Kalle Anka jagar tjuvar (engelska: Corn Chips) är en amerikansk animerad kortfilm med Kalle Anka från 1951.

## Handling
Piff och Puff smyger sig in i Kalle Ankas hus och upptäcker en skål med popcorn. De blir nyfikna och bestämmer sig för att ta skålen för att undersöka popcornen, vilket gör Kalle arg.

## Om filmen
Filmen hade svensk premiär den 3 december 1951 på Sture-Teatern i Stockholm och ingick i kortfilmsprogrammet Kalle Ankas gästabud tillsammans med sex kortfilmer till; Kalle Anka visar lejonklon, Pluto som driftkucku, Skandal i hönsgården, Alice i Disneyland, Tummeliten, älgarnas herre och Symfoni på stallbacken. Året därpå den 28 januari visades filmen som separat kortfilm, denna gång på biografen Spegeln som också ligger i Stockholm.
Mellan 1969 och 1970 visades filmen som ett inslag i Kalle Anka och hans vänner önskar God Jul.

## Rollista
- Clarence Nash – Kalle Anka
- James MacDonald – Piff
- Dessie Flynn – Puff[4]